# Euphorbia characias
Euphorbe characias, Euphorbe des garrigues
Espèce
Synonymes
- Characias purpurea Gray[1]
- Esula characias (L.) Haw.[1]
- Euphorbia characias subsp. characias[1]
- Euphorbia eriocarpa Bertol.[1]
- Euphorbia melapetala Gaspar.[2]
- Euphorbia rubens Chaix[1]
- Euphorbia veneta Willd.[1]
- Galarhoeus creticus (Mill.) Haw.[1]
- Tithymalus characias (L.) Hill[1] [2]
- Tithymalus purpureus Lam.[1]
- Tithymalus serotina Raf.[1]
- Tithymalus venetus (Willd.) Klotzsch & Garcke[1]

L'Euphorbe characias ou Euphorbe des garrigues (Euphorbia characias L.) est une espèce de plantes de la famille des Euphorbiacées, originaire du pourtour méditerranéen.
Deux principales sous-espèces se trouvent dans différentes régions du bassin méditerranéen. Elles peuvent souvent s'hybrider entre elles :
- E. characias subsp. characias, du Portugal à la Crète
- E. characias subsp. wulfenii, du sud de la France à l'Anatolie.

Des variétés horticoles sont souvent utilisées pour l'ornement dans les jardins. De nombreux hybrides ont été obtenus par croisement avec Euphorbia amygdaloides. La célèbre paysagiste Gertrude Jekyll considérait cette euphorbe comme une de ses plantes favorites.

## Dénominations
- Nom scientifique valide : Euphorbia characias  L.[3],
- Noms vulgaires (vulgarisation scientifique) recommandés ou typiques en français : Euphorbe characias[4],[5],[6], Euphorbe des garrigues[4],[5].
- Autres noms vulgaires ou noms vernaculaires (langage courant) pouvant désigner éventuellement d'autres espèces : Euphorbe des vallons[4],[5],[7], grande euphorbe[5], grande euphorbe des garrigues[5]. En provençal : lachoscla[5].

La sous-espèce Euphorbia characias subsp. veneta, qui n'est plus reconnue comme telle, est encore parfois nommée Euphorbe de Vénétie.

## Description
C'est une plante au port buissonnant érigé ou étalé selon les variétés, atteignant au maximum 1,2 m de hauteur.
Les feuilles sont ovales, d'un vert glauque.
La floraison a lieu de mai à juillet. De grosses inflorescences (cyathes) jaune fluorescent apparaissent au sommet des tiges à la fin de l'hiver et restent en place tout le printemps. La plante est monoïque. Ces petites fleurs sont apétales (aux glandes à nectar brunes), et regroupées en imposantes cymes cylindriques. La pollinisation est assurée par les insectes (entomogame).  
Les tiges contiennent un latex abondant qui s'écoule lorsqu'on les casse et dont il faut se protéger car il peut être irritant pour la peau et les muqueuses.
Le fruit est une capsule. Chaque plant peut produire plus d'un millier de graines à caroncule qui facilitent la dissémination par les fourmis (myrmécochore).

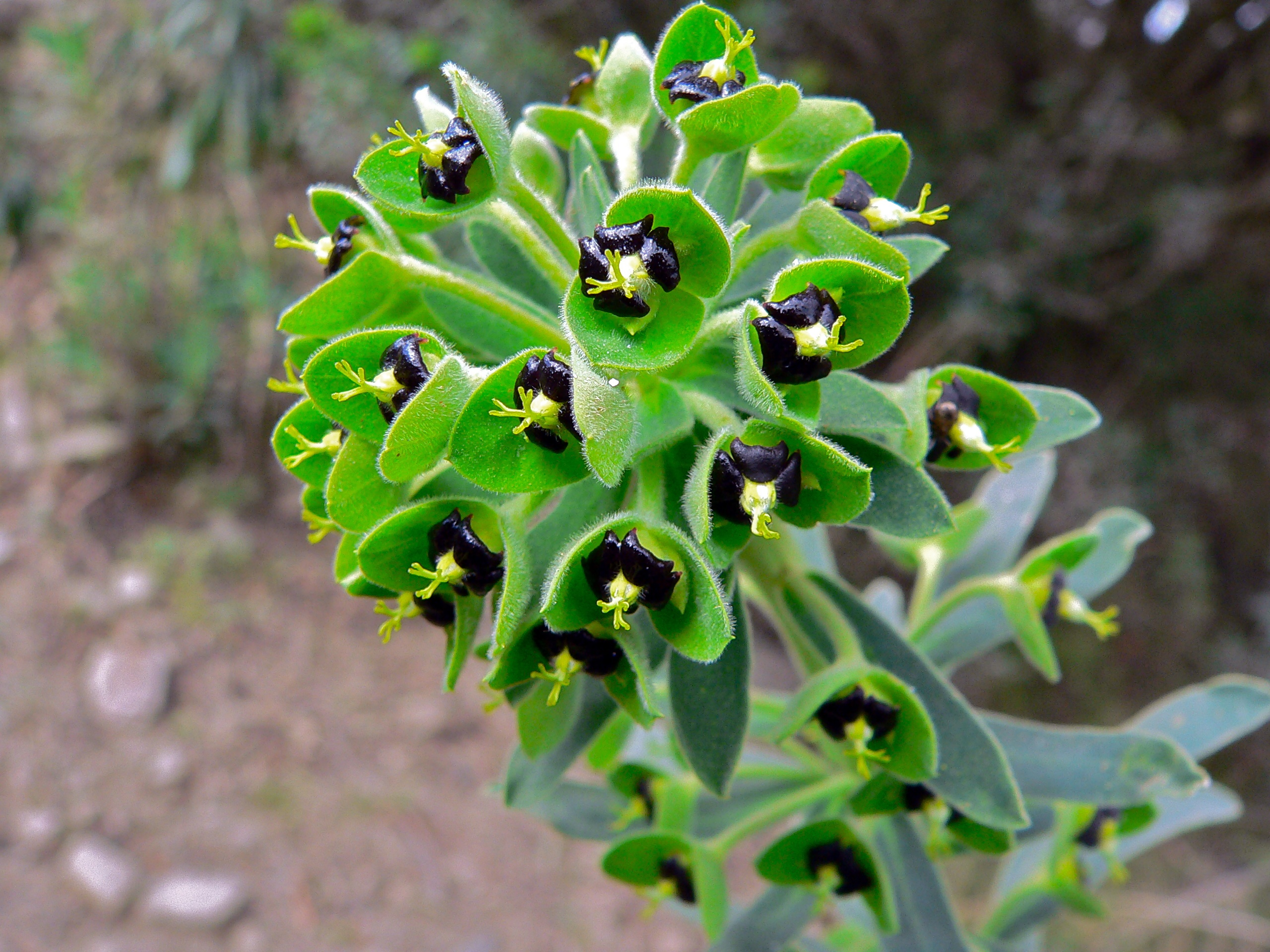
Gros plan des fleurs (Col de Banyuls, Espagne).
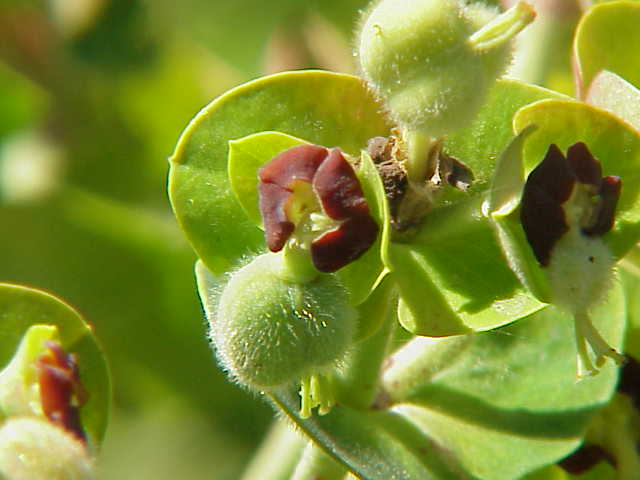
Formation du fruit.
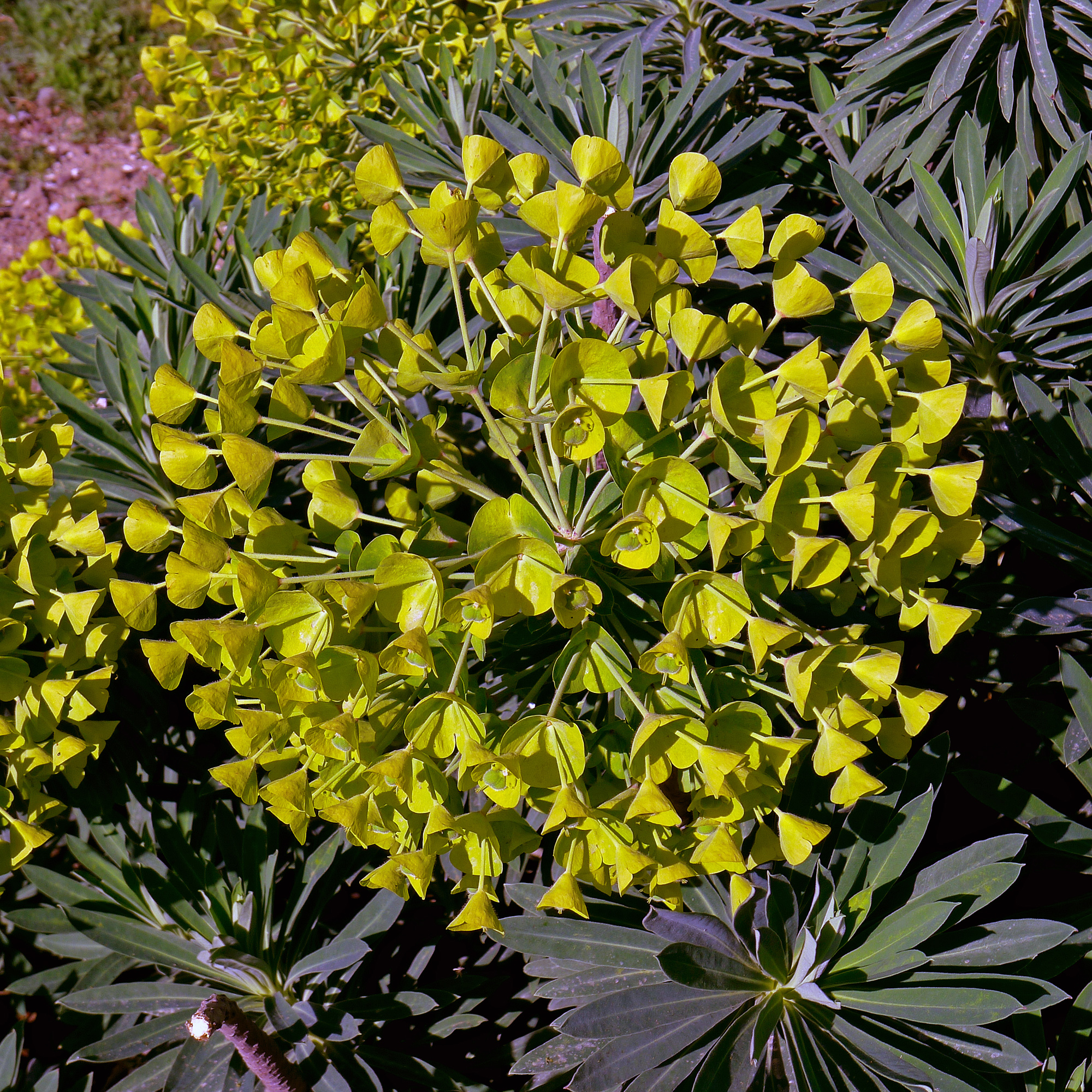
Au jardin des Plantes de Paris.
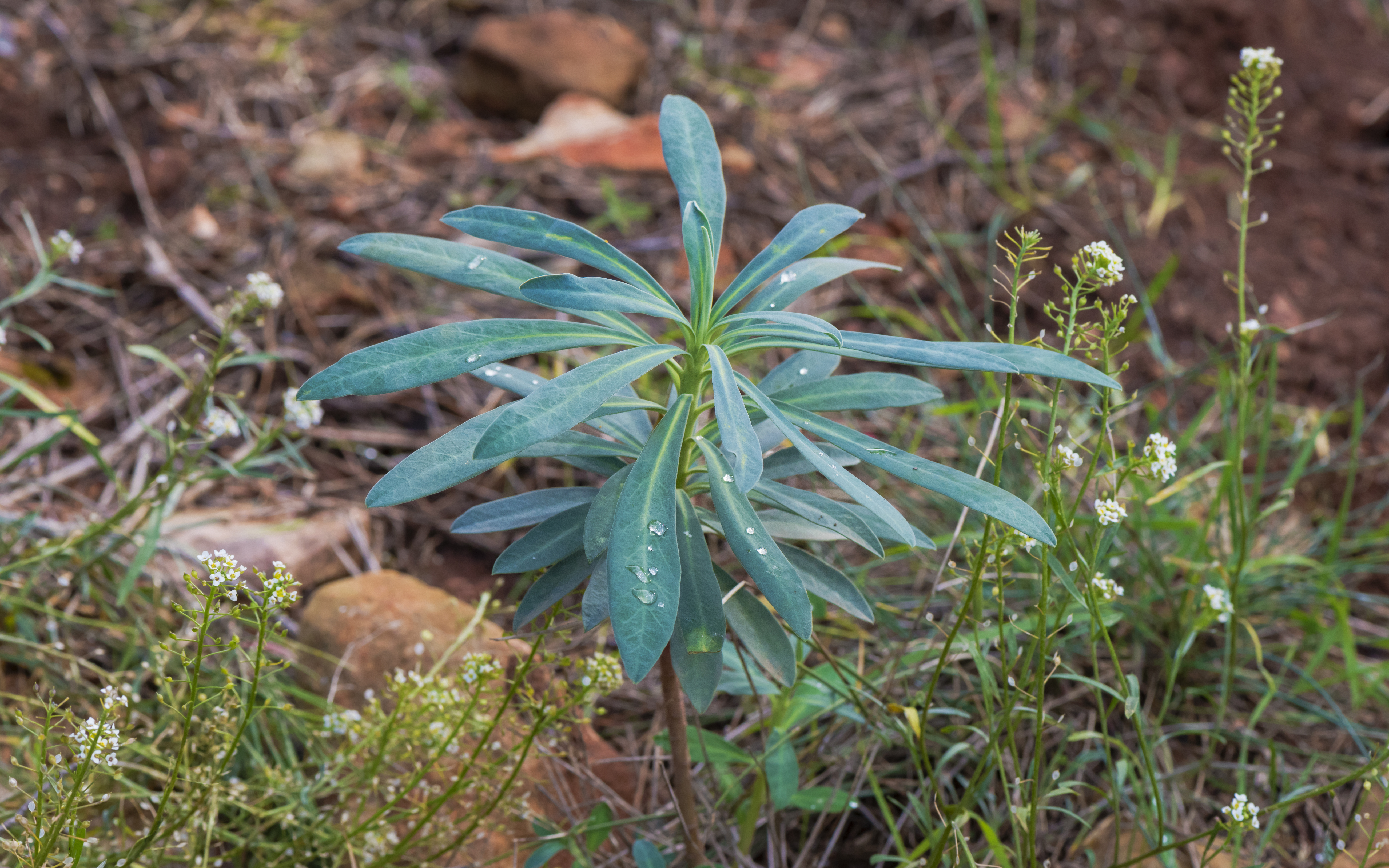
Feuilles de l'Euphorbe characias dans la Forêt domaniale de Sète.
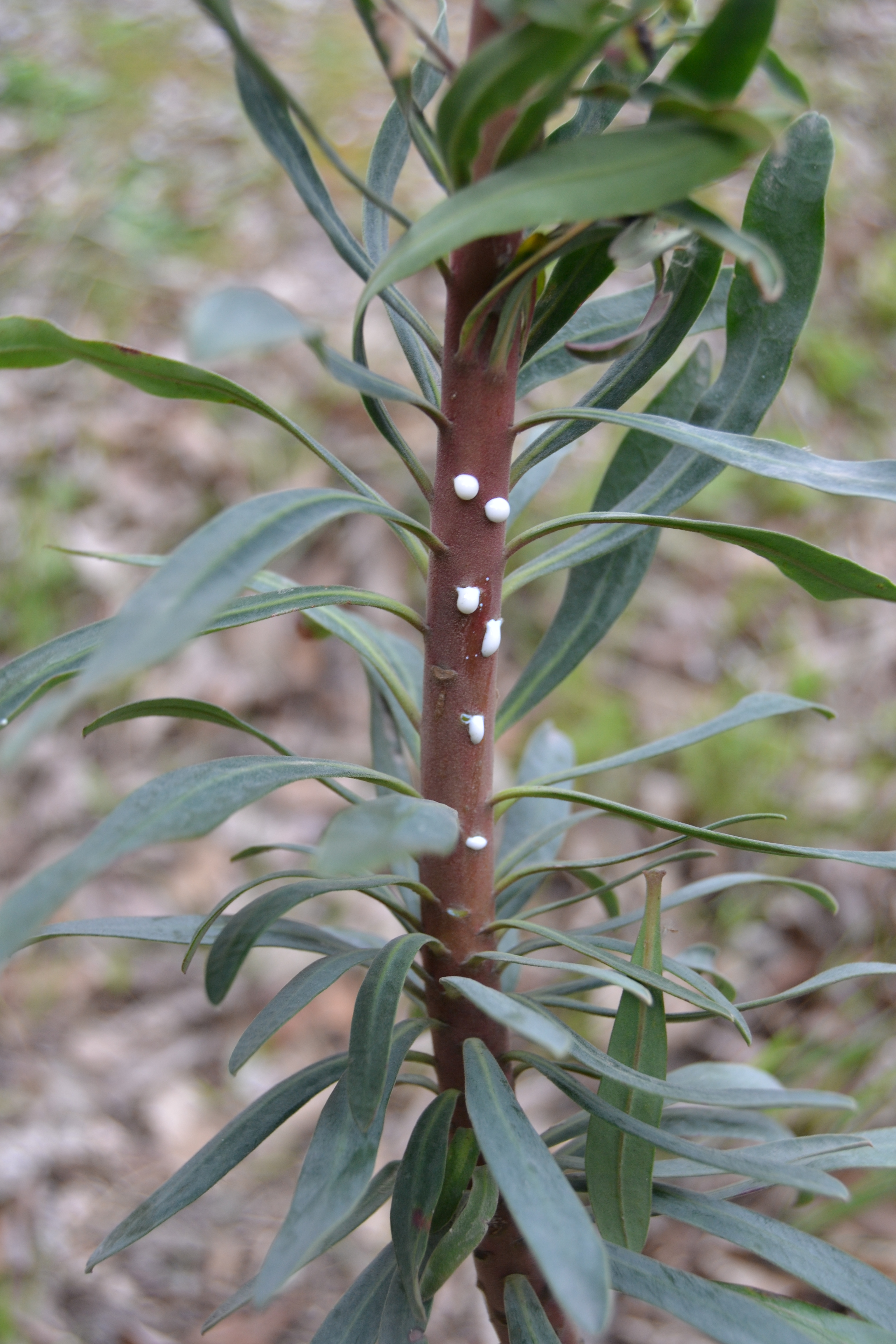
Latex s'écoulant des plaies sur la tige, irritant.
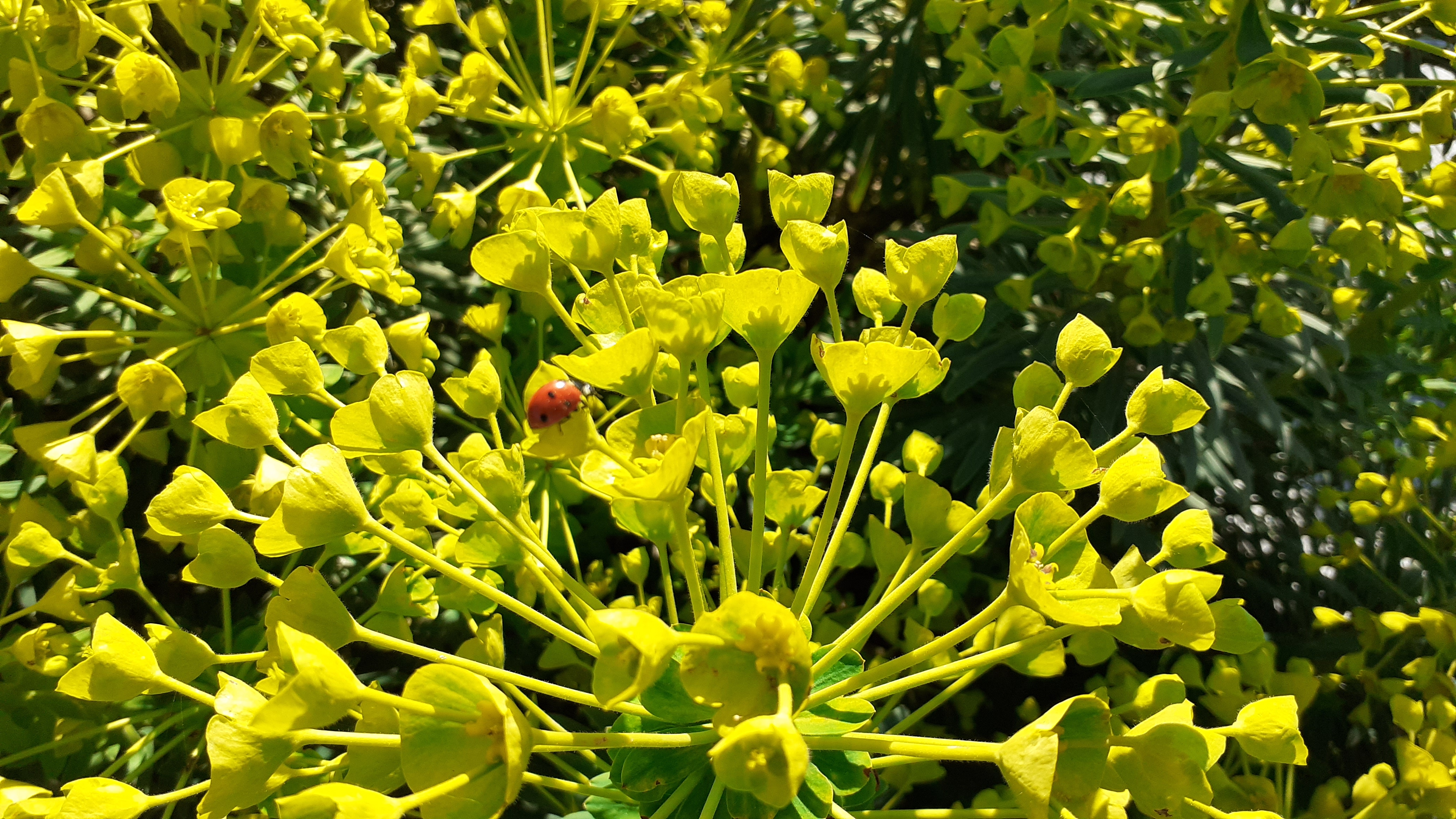
Au cimetière du Plomeux à Wasquehal (Nord (59)).

## Habitat et répartition
C'est une plante des garrigues méditerranéennes occidentales, que l'on rencontre dans les lieux rocailleux.

## Classification
Cette espèce a été décrite en 1753 par le naturaliste suédois Carl von Linné (1707-1778).

### Liste des sous-espèces et variétés
Selon BioLib (21 mars 2019), World Checklist of Selected Plant Families (WCSP) (21 mars 2019), Selon NCBI (21 mars 2019),  :
- sous-espèce Euphorbia characias subsp. characias L.
- sous-espèce Euphorbia characias subsp. wulfenii (Hoppe ex Koch) A.R. Sm. - c'est l'une des formes les plus hautes (1,20 m) et ses inflorescences jaune-vert sont spectaculaires.

Selon Tropicos (21 mars 2019) (Attention liste brute contenant possiblement des synonymes) :
- sous-espèce Euphorbia characias subsp. characias
- sous-espèce Euphorbia characias subsp. veneta (Willd.) Litard.
- sous-espèce Euphorbia characias subsp. wulfenii (Hoppe ex W. Koch) Radcl.-Sm.
- variété Euphorbia characias var. eriocarpa (Bertol.) Nyman
- variété Euphorbia characias var. lusitanica O. Bolòs
- variété Euphorbia characias var. melapetala (Gasp. ex Guss.) Fiori
- variété Euphorbia characias var. veneta (Willd.) Fiori

## Culture
Cette euphorbe apprécie un emplacement ensoleillé et un sol drainant, même de qualité moyenne.
Une fois installée, elle est peu gourmande en eau.
Selon les variétés, cette euphorbe supporte des températures hivernales allant de -5 à -15 °C.
Chaque tige est bisannuelle. La première année, elle apparaît et donne des feuilles. La seconde année, elle produit une inflorescence terminale. Pour garder une plante bien compacte, il faut tailler les tiges qui ont fleuri afin de stimuler de nouvelles pousses à la base de la plante.
Cette euphorbe se multiplie facilement par semis ou par bouturage des jeunes pousses au printemps.

### Cultivars
La taille et les couleurs des euphorbes des garrigues varient selon les cultivars, par exemple :
- Euphorbia characias ‘Black Pearl’ : Inflorescence vert-jaune maculée de noir.
- Euphorbia characias ‘Bleu Wonder’ : feuillage bleuté.
- Euphorbia characias ‘Forescate’ : feuillage bleuté, sombre. Supporte bien la sécheresse.
- Euphorbia characias ‘Glacier Blue’ : feuillage vert d'eau marginé de blanc et à reflets argentés.
- Euphorbia characias ‘Humpty Dumpty’ : buissonnant et plus compact (80 cm).
- Euphorbia characias ‘Portuguese Velvet’ : en forme de boule (50 cm), feuillage gris-vert, assez frileux.
- Euphorbia characias 'Silver Swan' ne dépasse pas 50 cm, feuillage vert-gris bordé d'un liseré blanc et des inflorescences également marginées.
- Euphorbia characias 'Silver and white', feuillage panaché vert et blanc
- Euphorbia characias 'Tasmanian Tiger', feuillage panaché vert et jaune crème.

Quelques cultivars
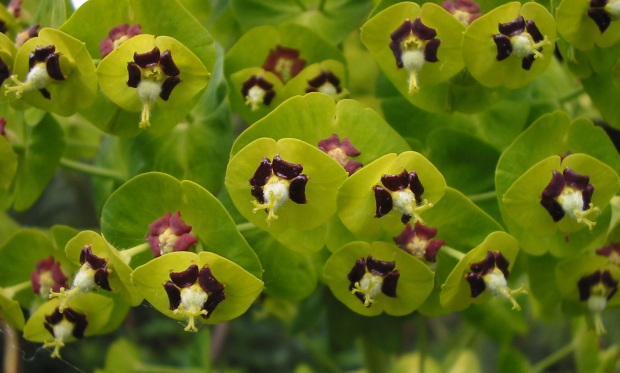
Gros plan des fleurs ; cultivar 'Black pearl' à glandes noires.
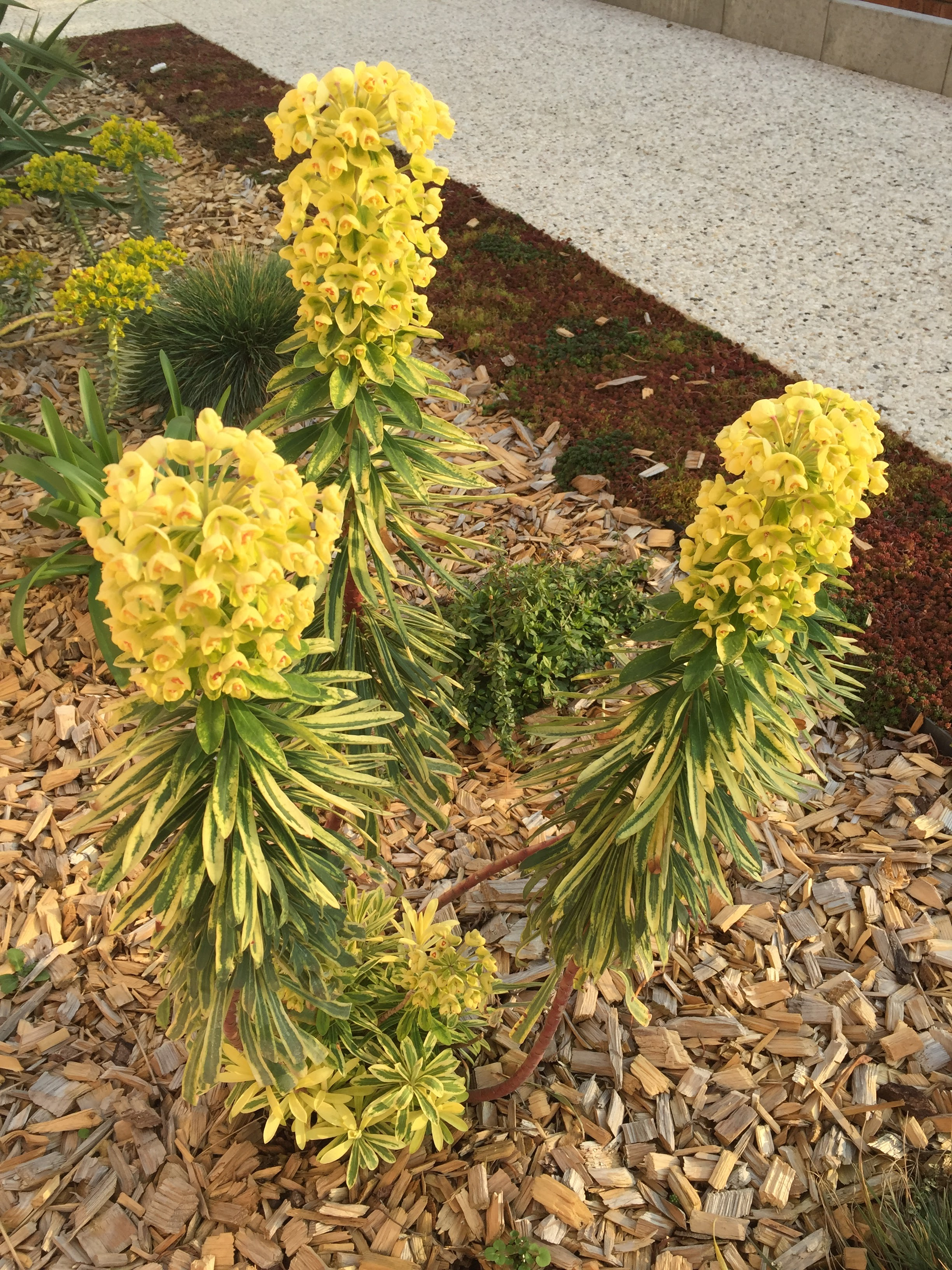
Euphorbia characias 'Tasmanian tiger'.
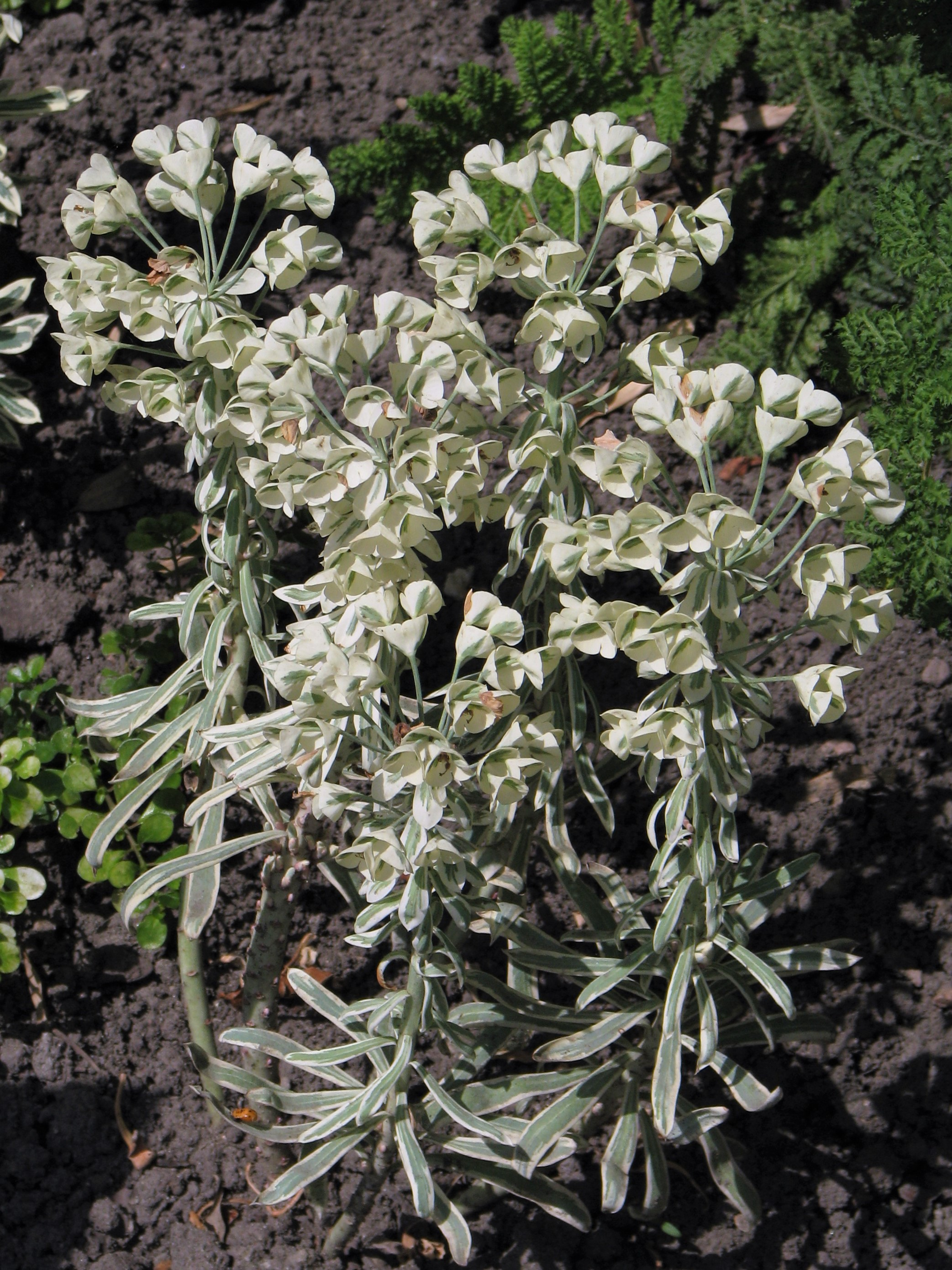
Euphorbia characias 'Tasmanian tiger'.
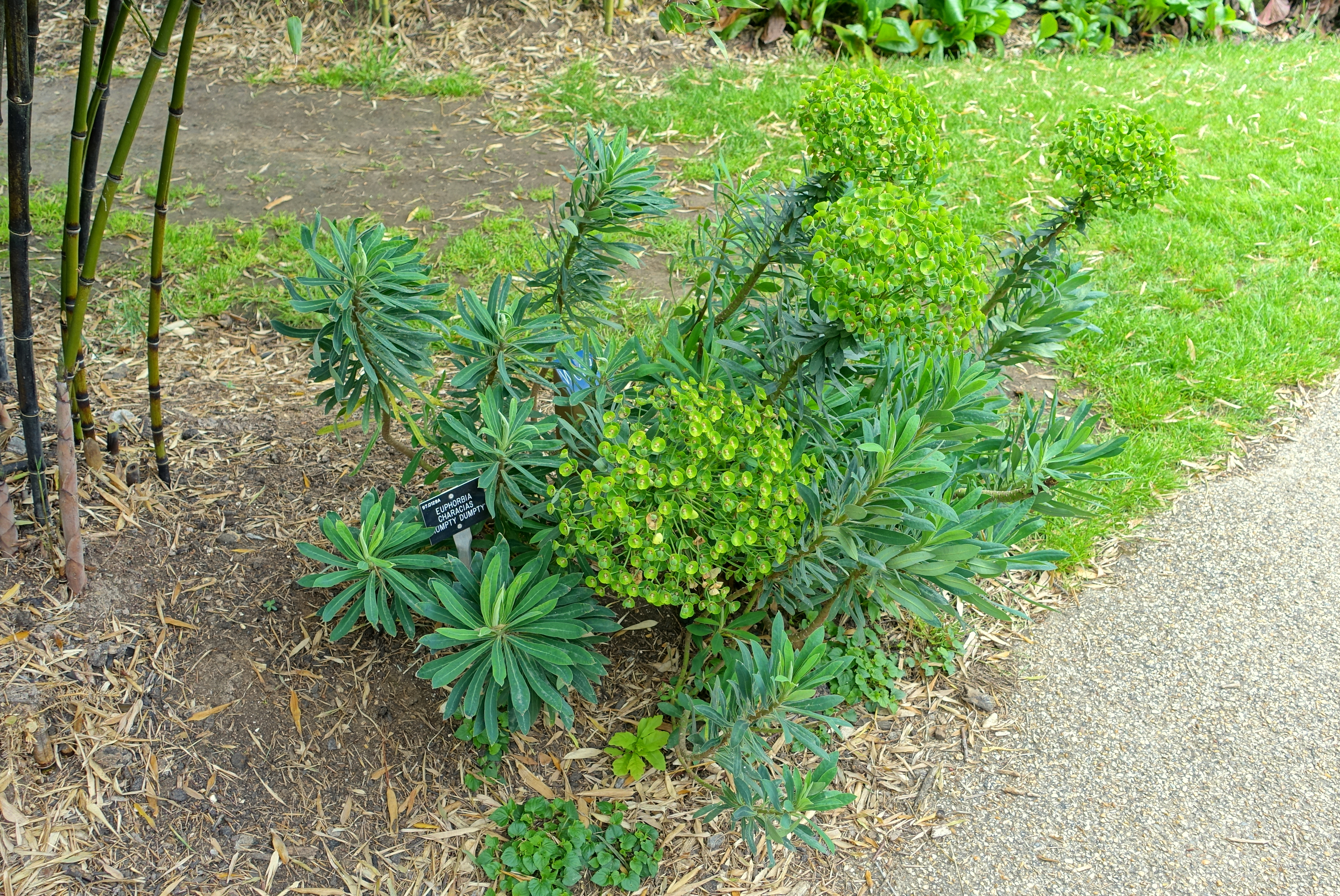
Euphorbia characias ‘Humpty Dumpty’.